# Roger Houdet
Pour les articles homonymes, voir Houdet.
Roger Houdet, né le 14 juin 1899 à Angers (Maine-et-Loire) et mort le 25 août 1987 à Ballainvilliers (Essonne), est un homme politique français.
Il fut sénateur, membre du groupe des Républicains et indépendants, et ministre de l'Agriculture.

## Biographie
Roger Houdet est le fils d'Édouard René Houdet, comptable, et de Victorine Chevalier. Il est diplômé de l'École supérieure d'électricité, promotion 1921.
Pendant la Seconde Guerre mondiale, il prend part à la Résistance. Il appartient aux cabinets de plusieurs ministres de l'agriculture (Antier, Laurens, Sourbet). Il est élu sénateur de la Seine-Maritime en 1952 et réélu en 1958, 1959 et 1968. Il siège au Sénat jusqu'en 1977.
Du 28 juin 1953 jusqu'au 19 juin 1954, il est ministre de l'agriculture dans les gouvernements Joseph Laniel, puis est reconduit dans celui de Mendès France jusqu'au 23 février 1955. En 1958, il retrouve ce portefeuille dans les gouvernements du général de Gaulle (du 9 juin 1958 au 8 janvier 1959) et de Michel Debré (du 8 janvier 1959 jusqu'à sa démission le 27 mai 1959).
Roger Houdet travaille à une meilleure organisation des marchés agricoles. Avec Edgar Faure, François Mitterrand et Pierre July, il proteste contre l'éviction du sultan du Maroc Mohammed Ben Youssef et s'indigne des encouragements donnés par le maréchal Juin à Thami El Glaoui.
Il fut également membre du Parlement européen[réf. nécessaire] et maire de Luneray.
Il est inhumé au cimetière du nord à Luneray.

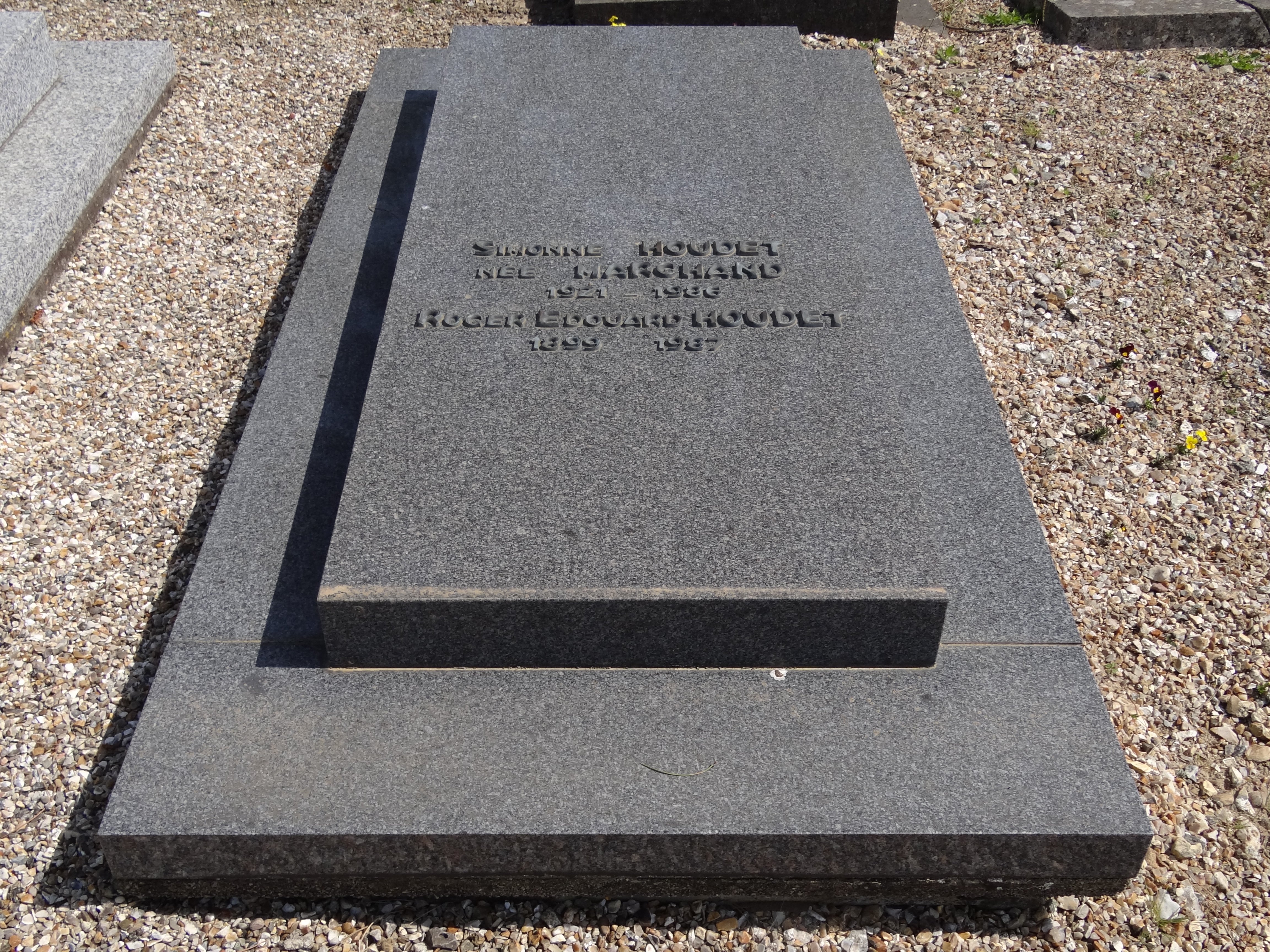
La tombe de Roger Houdet au cimetière du nord à Luneray (Seine-Maritime).

## Distinctions
- Officier de la Légion d'honneur
- Médaille de la Résistance française
- Officier d'académie
- Commandeur de l'ordre du Mérite agricole en 1955, en qualité de « sénateur, ancien ministre de l'Agriculture »[1]
  - officier du 9 mars 1936[1]